# Albert Turpain
Albert Turpain, né le 3 décembre 1867 à La Rochelle (Charente-Inférieure) et mort le 29 septembre 1952 à Iteuil (Vienne), est un physicien français.

## Biographie
Albert Turpain est le fils d'un marin disparu en mer. Jeune, il doit travailler aux Postes et télégraphes pour payer ses études.
Il effectue la première transmission radioélectrique en morse en 1894, sur une distance de 25 mètres. Guglielmo Marconi effectuera sa première transmission en 1895 sur 1,5 km.
À partir de 1907, il est nommé professeur à l'université de Poitiers, où il réalisera, en janvier 1935, la première émission de télévision.
Dans son Manuel de télégraphie sans fil, il rend hommage aux travaux de recherche et d'application sur la TSF maritime effectués par Camille Papin Tissot.
Il porte une rivalité avec le Professeur Edouard Branly, qui le conduit à occulter son importance dans des articles sur la TSF qu'il écrit, occasionnant un litige qui va aller jusqu'à la Cour de cassation, rendant le symbolique Arrêt Branly le 27 février 1951.
Il s'est intéressé aussi à l'étude des orages, a pris des brevets dans les domaines de l'électrification de l'imprimerie et du cinéma et a joué un rôle dans l'électrification du département de la Vienne. Il est l'auteur de nombreux ouvrages d'enseignement.
Il s'est investi également dans le domaine social, en créant l’Association coopérative de consommation de Poitiers, qui a eu jusqu'à 35 magasins dans le département.
Ses archives ont été acquises par la ville de Poitiers. Une rue du campus universitaire de Poitiers porte son nom.

## Publications
- Recherches expérimentales sur les oscillations électriques, 1899 (thèse de doctorat).
- La télégraphie sans fil et les applications pratiques des ondes électriques, Paris, Gauthier-Villars, 2e éd., 1908, (lire en ligne sur Gallica).
- Manuel de télégraphie sans fil, 1909[3]